# Lahntalschule
Die Lahntalschule (LTS) ist ein Gymnasium in der Stadt Biedenkopf im Hessischen Hinterland und das einzige in Trägerschaft des Landkreises Marburg-Biedenkopf. Sie ging aus dem Realgymnasium Biedenkopf hervor, welches 1846 gegründet wurde. Das ehemalige Schulgebäude in der Hainstraße beherbergt heute das Rathaus der Stadt Biedenkopf. Heutiger Sitz der Lahntalschule ist ein in den 1980er-Jahren errichteter Schulkomplex in Lahnnähe am nordwestlichen Stadtrand.
Im Jahr 2024 besuchten 1299 Schüler die Lahntalschule.
Zur Schule gehört eine anschließende Sporthalle, die Lahntalhalle (siehe unten), und ein Sportgelände, das sogenannte Schulsportzentrum Biedenkopf.

## Geschichte

### Alte Stadtschule

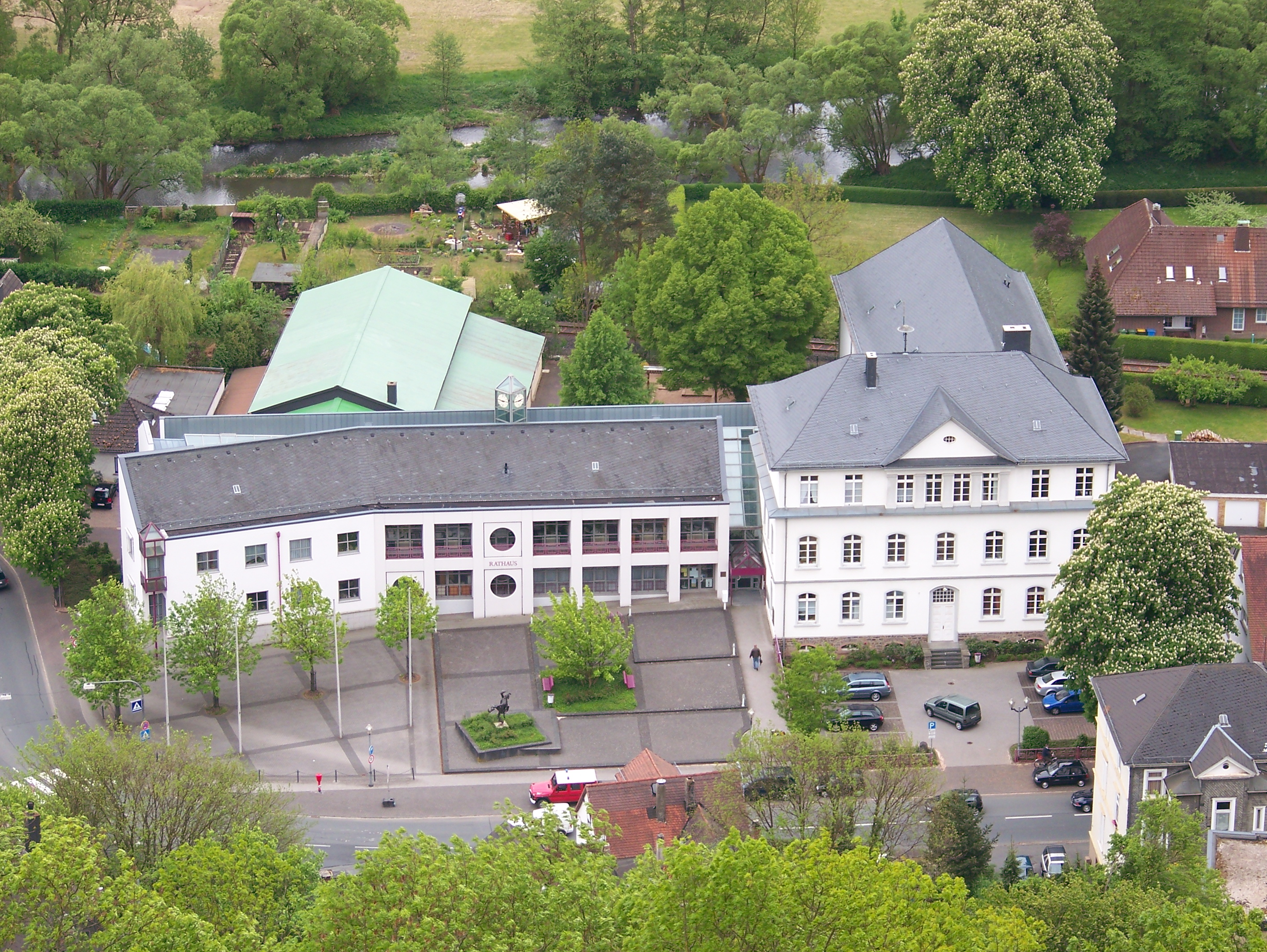
Ehemaliges Schulgebäude in der Hainstraße (nun Rathaus)

Nachdem in den 1840er Jahren in Biedenkopf immer wieder beklagt worden war, dass der Gewerbestand zurückgehe und es um die Ausbildung vieler Menschen unzureichend bestellt sei, konnte 1843 beim hessischen Innenminister die Genehmigung zum Bau einer „Großherzoglichen Realschule“, angelegt für eine städtisch-kleinbürgerliche Bevölkerung, in Biedenkopf erwirkt werden. Am 23. März 1846 wurde das neue Schulhaus eingeweiht. Im Geiste der Pädagogik der nachnapoleonischen Ära trug die Schule Züge des reformerischen Denkens. Realschüler und Stadtschüler wurden gemeinsam unterrichtet. Es folgte die Angliederung einer sogenannten Selekta – einer höheren Mädchenschule. Die Schule wurde im Kaiserreich von der „Vollberechtigten Königlichen Höheren Bürgerschule“ zum „Königlichen Realprogymnasium“ umbenannt.
1927 wurde die Schule als Reformrealgymnasium vom Minister für Wissenschaft, Kultur und Volksbildung anerkannt. 1945 wurde das Schulgebäude als Lazarett genutzt. Nach dem Zweiten Weltkrieg wurde das „Realgymnasium zu Biedenkopf“ mit Genehmigung der US-amerikanischen Besatzungsbehörden wiedereröffnet und in den 1950er Jahren in Lahntalschule (Abkürzung LTS) umbenannt. In der Folgezeit erhielt das Schulhaus einen Anbau nach Osten, der nach der Umnutzung zum Rathaus durch einen neuen ersetzt wurde.
Die bundesdeutsche Bildungsreform der 1960er Jahre zeitigte explodierende Schülerzahlen. Dadurch erlebte die LTS 1969 zum dritten Mal eine Verdopplung ihrer Schülerzahlen, damals von rund 500 auf bald 1000.

### Neubau in den Lahnauen

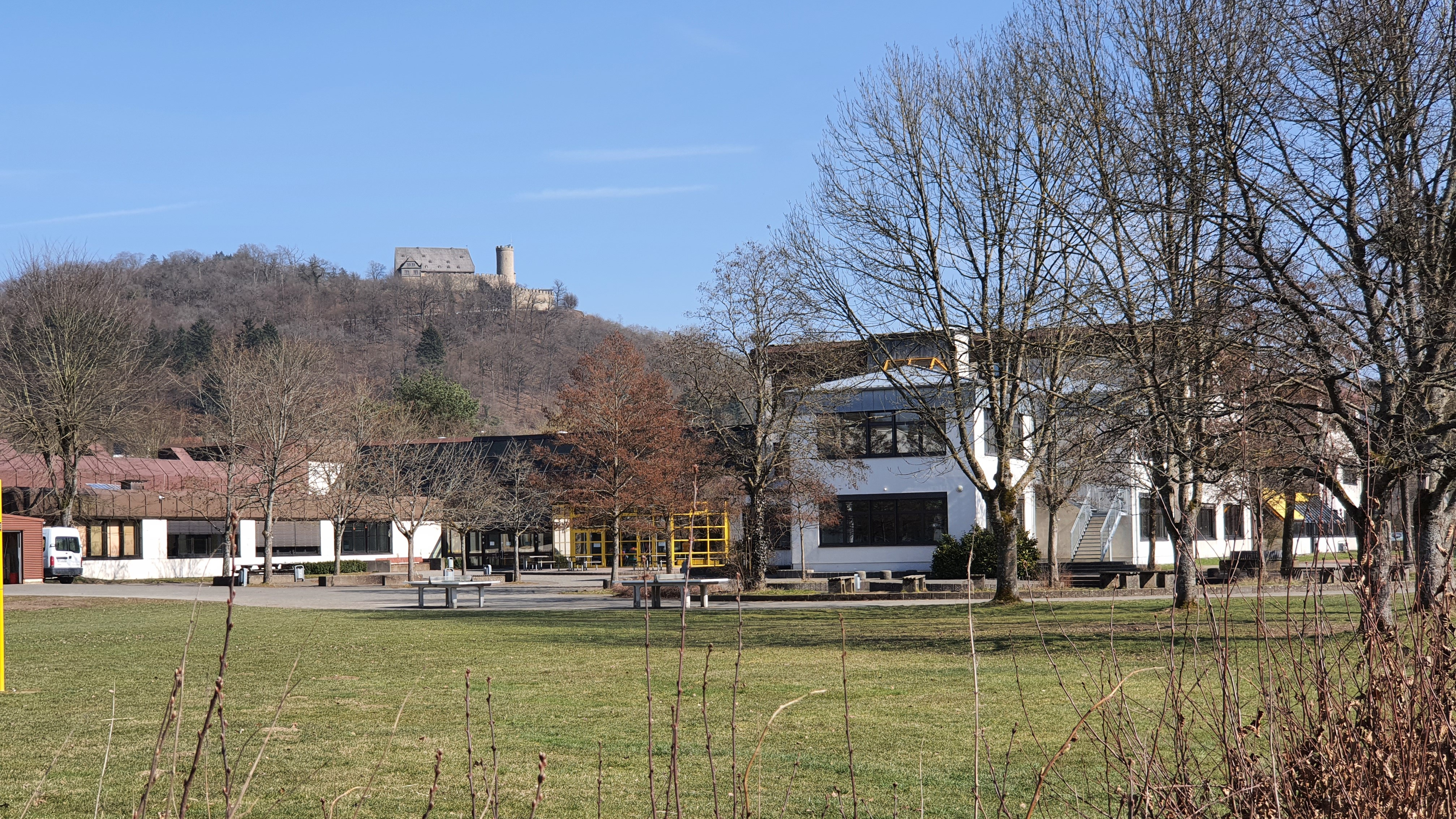
Lahntalschule mit Schulhof und Anbau vom Lahnpromenadenweg aus

1979 wurde ein Architektenwettbewerb für einen Neubau der Schule an den Lahnauen am nordwestlichen Stadtrand ausgeschrieben, den das Wiesbadener Architekturbüro Stillger für sich entscheiden konnte. 1980 wurde mit dem ersten Bauabschnitt begonnen (Fertigstellung 1987), 1996 wurde der vierte Bauabschnitt fertiggestellt. Da diese Gebäude damals ohne Pfahlgründung gebaut wurden, kommt es dort immer wieder zu Schäden.
Im Jahr 1991 wurde auf dem Schulgelände die Lahntalhalle errichtet (siehe unten), 1997 folgte daran anschließend eine Kleinsportanlage, das Schulsportzentrum Biedenkopf.
Bis ins Jahr 2000 gab es eine Arbeitsgemeinschaft „Dialekt“ an der Lahntalschule, an der die Mundart des Hessischen Hinterlands, das Hinterländer Platt vermittelt und behandelt wurde.
Seit dem Jahr 2003 veranstaltet die Lahntalschule in Kooperation mit dem Rotary-Club Biedenkopf jedes Jahr eine Berufsbörse, bei der sich Jugendliche der Oberstufe sowie aus dem Jahrgang 10 über unterschiedliche berufliche Bereiche informieren und mit Fachkräften sowie Auszubildenden ins Gespräch kommen können.
Zum Schuljahr 2004/2005 wurde an der Lahntalschule der Bildungsgang achtjähriges Gymnasium (G8) eingeführt. Die Hessische Landesregierung hatte den Gymnasien zum Schuljahr 2013/14 die Möglichkeit eingeräumt, selbst zu entscheiden, ob weiterhin das Abitur nach acht oder nach neun Schuljahren am Gymnasium erteilt wird. Die zu beteiligenden schulischen Gremien haben sich damals jeweils fast einstimmig für die Rückkehr zu G9 zum Schuljahr 2013/14 ausgesprochen.
In den späten 2000er-Jahren wurde ein Anbau in Richtung Schulhof (Fertigstellung 2008) und einer in Richtung Lahntalhalle fertiggestellt sowie das Cafetarium, ein zum Schulhof hin verglaster Raum errichtet.
Seit den frühen 2010er-Jahren können an der Lahntalschule Schließfächer von der Firma Eurobox KG gemietet werden.
Im Jahr 2012 gewann die Lahntalschule einen bundesweiten Wettbewerb zum Einbau einer Schulküche, die anschließend mit Fernsehkoch Tim Mälzer eingeweiht wurde (siehe unten). Ab Mitte der 2010er-Jahre wurden die Räume der Naturwissenschaften schrittweise modernisiert.
Angesichts steigender Schülerzahlen und daraus resultierendem Platzmangel im Bestandsgebäude wurde im Sommer 2022 ein etwa 295 Quadratmeter großes temporäres Containergebäude errichtet.
Seit Januar 2023 darf die Lahntalschule das europäische Exzellenzlabel CertiLingua verleihen. Im selben Monat wurde ein kleines Video- und Podcaststudio im Kartenraum eingeweiht.
Im Jahr 2023 wurde die Lahntalschule als europäische Erasmus-Schule ausgezeichnet und erhält fortan im Rahmen des Erasmus-plus-Programmes Fördermittel der EU für verschiedene Schüleraustauschprojekte.

## Gelände, Gebäude und Einrichtungen

### Schulgebäudekomplex
Das heutige Schulgebäude an den Lahnauen wurde von 1980 bis 1996 in mehreren Bauabschnitten errichtet (siehe oben), später kamen weitere Anbauten hinzu. Es besteht aus einem nördlichen und südlichen Gebäudeteil, die an ihren Enden jeweils verbunden sind, sodass sich dazwischen ein Innenhof befindet, und über Nebeneingänge verfügen. Der Haupteingang befindet sich am oberen Ende des nördlichen Gebäudeteils, an das der (obere) zweigeschossige Hauptverbindungstrakt anschließt. In diesem befinden sich im Erdgeschoss die Cafeteria mit Cafetarium in der „Galerie“ und die Aula mit etwa 500 Sitzplätzen und im Obergeschoss die Mediothek mit Aufenthaltsplätzen in der „Galerie“. Der (untere) Nebenverbindungsflur ist vollständig verglast, wird deshalb „Glaskasten“ genannt, und dient im Erdgeschoss als Aufenthaltsraum.
Der südliche, als einziger dreistöckige Gebäudeteil beinhaltet die je drei Kunst- und Musikräume mit Lagerräumen, den Werkraum sowie die Schulküche im Erdgeschoss, sowie Klassenräume und die drei Informatik- und Computer- und Technikräume sowie die Erdkunderäume im ersten und ausschließlich Klassenräume im zweiten Obergeschoss. Westlich schließt ein zweistöckiger Anbau aus den 2000ern mit vier Klassenräumen und Einzelarbeitsräumen an. Der nördliche, zweigeschossige Gebäudeteil beinhaltet das Foyer (Eingangshalle) sowie die Verwaltungsräume (Büros, Sekretariat, LMF-Bücherei und Hausmeisterloge mit Fundbüro) und die Schulleitung im Verwaltungstrakt im Erdgeschoss sowie das Lehrerzimmer, die Räume der Schülervertretung und einen Mehrzweckraum im ersten Stock.
An das Foyer schließt nordwestlich der einstöckige Gebäudeteil für die Naturwissenschaften an, der in einen Chemie/Physik-Trakt (mit je drei Chemie- und Physikräumen) und einen Biologie-Trakt (mit vier Biologieräumen) aufgeteilt ist. Dazwischen liegen die Physik-, Biologie- und Chemiesammlungen, ein Lehrer-Aufenthaltsraum und ein zusätzlicher naturwissenschaftlicher Fachraum. An den Chemie/Physik-Trakt schließt westlich ein Anbau aus den 2000er-Jahren mit vier kleineren Klassenräumen (ursprünglich für die Oberstufe) an. Unterhalb davon befindet sich die Werksgarage für den Hausmeister, die über einen auf dem Dach liegenden Verbindungstunnel mit dem nördlichen Gebäudeteil verbunden ist.
Räumlich getrennt vom Schulgebäude liegen das 2022 errichtete einstöckige temporäre Containergebäude mit vier Unterrichtsräumen und einem Verbindungsflur sowie die mittlerweile ungenutzte Hausmeisterwohnung mit Garten.

### Sporthalle

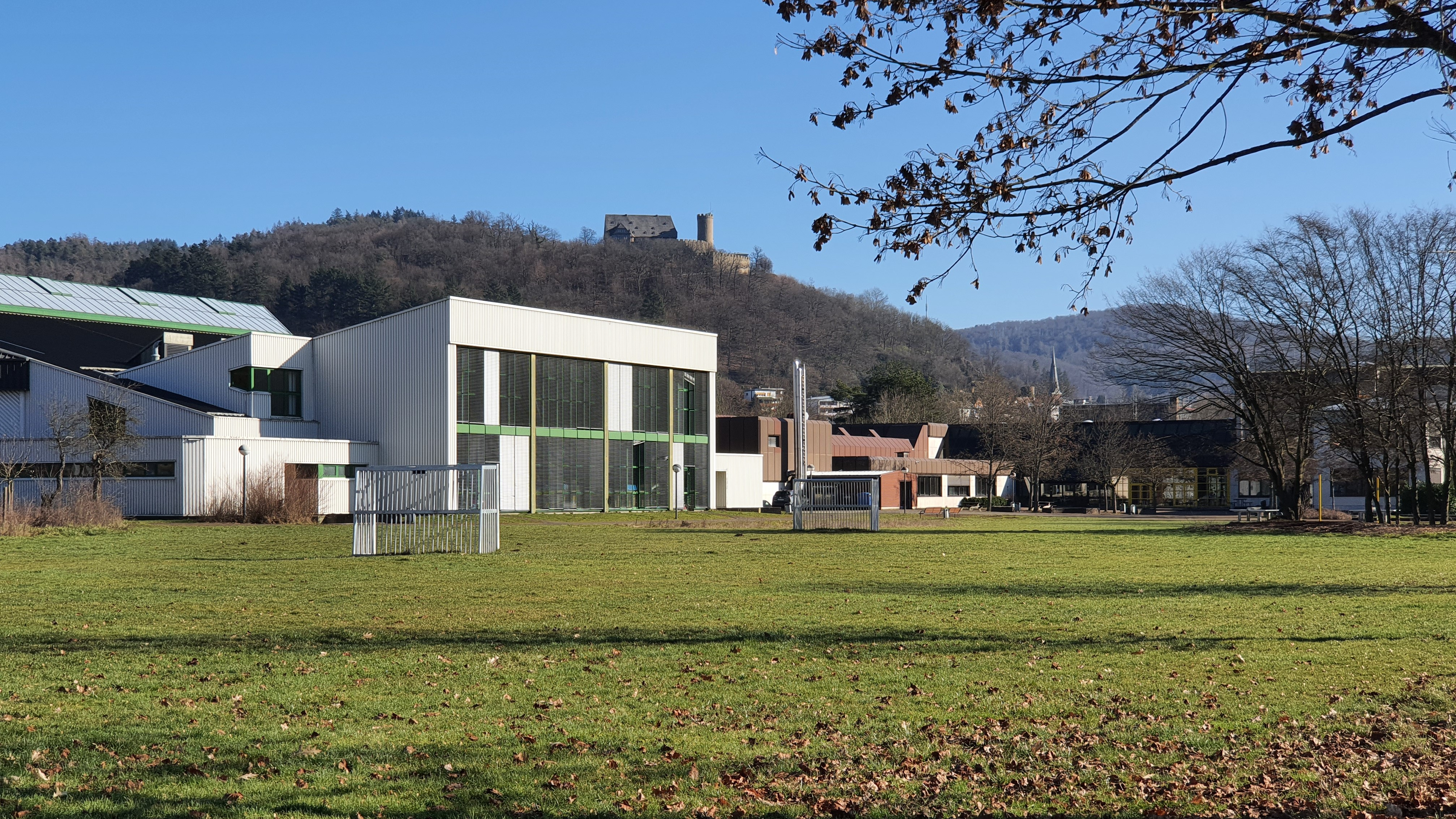
Die Lahntalhalle (links) mit der Schulwiese und dem Schulhof (rechts), im Hintergrund das Schloss Biedenkopf

Zur Lahntalschule gehört die ebenfalls auf dem Gelände befindliche Sporthalle der Lahntalschule Biedenkopf, kurz Lahntalhalle (auch Lahntalsporthalle oder Großsporthalle Biedenkopf). Die Mehrzweckhalle wurde 1991 erbaut und dient im Alltagsbetrieb als Sporthalle für die Lahntalschule und die benachbarten Beruflichen Schulen Biedenkopf sowie als Trainings- und Wettkampfstätte für die KTV Obere Lahn. Daneben finden diverse kleinere und größere Veranstaltungen in der Halle statt.

#### Gebäude und Gelände
Die Lahntalhalle befindet sich auf dem Schulgelände der Lahntalschule und ist eine von vier Großsporthallen im Eigentum des Landkreises Marburg-Biedenkopf. Sie besteht aus einer größeren Haupthalle, durch Trennvorhänge unterteilbar in drei Hallendrittel mit 1100 optional ausklappbaren Tribünenplätzen und einer weiteren Halle, der 409 Quadratmeter großen Kunstturnhalle, in der die Kunstturnvereinigung Obere Lahn e. V. seit 1996 für ihr Training dauerhaft Sportgeräte zum Kunstturnen installiert hat. Auslöser der Gründung des Vereins als Zusammenschluss von Kunstturnvereinen in der Region 1992 war der Bau der ebendieser Sporthalle im Vorjahr und die daraus resultierende Möglichkeit, einen Teil dieser Sporthalle intensiv für die Sportart nutzen zu können.
Außerdem befinden sich im Gebäude noch einige Verwaltungsräume sowie ein Kraftraum. Die Halle wurde im Laufe des Jahres 1991 erbaut, im Dezember desselben Jahres fertiggestellt und zu Beginn des Jahres 1992 eingeweiht.

#### Geplanter Anbau
Durch die vielseitige Nutzung der Lahntalhalle durch die unterschiedlichsten Institutionen mit ihren unterschiedlichen Bedürfnissen reichte der Platz in der Halle schon bald nach der Eröffnung nicht mehr aus. Bereits 2017 sprach man von Platzmangel in der Kunstturnhalle, damals waren der Bundestagsabgeordnete Stefan Heck und der damalige Bundesinnenminister Thomas de Maizière in der Lahntalhalle zu Gast. Erste Pläne für einen Anbau wurden 2019 vorgestellt. Insgesamt ging der Kreis damals von Kosten in Höhe von 2 Millionen Euro aus.
Geplant ist, dass dieser eingeschossige Anbau sich auf der Seite zur Lahn direkt an die Fensterfront der heutigen Kunstturnhalle anschließt. Platz finden sollen in der neuen Geräteturnhalle Sportgeräte zum leistungs- und wettkampftauglichen Kunstturnen (Barren, Ringen, Pauschenpferd, Sprungtisch, Schaumstoffgruben und Anlaufbahn); die bisherige Kunstturnhalle soll dann flexibel für Bodenturnen (mit neuer Turnfläche), anderen Schul- und Vereinssport oder als Kletterhalle (durch Einbau einer Kletterwand) genutzt werden können. Die angebaute Hallenfläche sollte zunächst knapp über 500 Quadratmeter betragen; zusammen mit weiteren Flächen für Geräte- und andere Räume wäre der Anbau nach damaligem Planungsstand auf rund 730 Quadratmeter gekommen. Spätere Planungen gehen von einer Fläche von fast 900 Quadratmetern aus. Verbaut werden sollen neben Stützen und Sockel aus Stahlbeton und Holzbinder als Tragwerk eine vertikale Holzverkleidung für die Fassade.
Im Oktober 2019 übergab Staatssekretär Manuel Lösel (CDU) die Förderzusage des Landes Hessen über 1,2 Millionen Euro (später erhöht auf 1,7 Mio. Euro); der Landkreis Marburg-Biedenkopf steuert weitere 400.000 Euro bei. Etwa die gleiche Summe wird über ein Darlehen bei der Wirtschafts- und Infrastrukturbank Hessen finanziert.
Die Baugenehmigung wurde erst Anfang Mai 2022 erteilt; sie verzögerte sich einerseits wegen der COVID-19-Pandemie und anderseits weil der Standort des Anbaus direkt an das Überschwemmungsgebiet (Hochwasserauslaufzone) der unweit verlaufenden Lahn grenzt. Durch besagten feuchten Untergrund der Lahnauen wurde eine Neuberechnung der Gebäudestatik nötig. Erst nach der Erteilung des Baurechts wurde zudem im Zuge der Ausführungsplanung festgestellt, dass die Höhe des Grundwassers in der vorherigen Planung zu niedrig angesetzt war, woraus sich schloss, dass der Boden den Anbau nach bisherigen Planungen nicht trägt. Es folgte eine erneute grundlegende Planänderung und Kostensteigerung. Nun ist vorgesehen, den Anbau auf eine Pfahlgründung zu stellen. Dabei sollen 132 sechs bis sieben Meter lange Betonpfähle mit je etwa 25 Zentimetern Durchmesser im Boden versenkt werden, um in der Tiefe eine ausreichend tragfähige Bodenschicht zu erreichen, worauf dann die Bodenplatte für das Gebäude erbaut werden soll. Durch die veränderte Planung mit der Pfahlgründung wird der Anbau – genauer: die Hallenfläche – allerdings etwa 100 Quadratmeter größer als ursprünglich geplant (also fast 900 m²), wodurch sich wiederum ein nutzungstechnischer Mehrwert ergibt. Zu den Statikproblemen kamen noch veränderte Vorschriften zur Dachentwässerung, wodurch mehrere Hundert Meter Kanalisation hätten erneuert werden müssen. Um dies zu umgehen, ist nun geplant, das Regenwasser in einen Retentionsraum – eine Mulde außerhalb des Überschwemmungsgebietes – zu bringen. Insgesamt geht der Kreis so inzwischen von Kosten von 3,4 Millionen Euro für den Anbau aus.
Die Ausschreibung lief ab Frühjahr 2023, Ende September 2023 konnte schließlich mit den Bauarbeiten begonnen werden. Der symbolische erste Spatenstich mit Vertretern der Lokalpolitik fand am 9. Oktober desselben Jahres statt. Die Bauzeit war zunächst mit etwa einem Jahr veranschlagt. Zu diesem Zeitpunkt befindet sich das Gebäude noch im Rohbau. Der Baufortschritt verzögerte sich, da die Gewerke wegen hoher Auftragslage schwer vergeben werden konnten und es Probleme bei den Bohrungen für die Pfahlgründung gab. Im Zuge der Errichtung des Anbaus soll auch der Brandschutz der Gesamthalle auf den neusten Stand gebracht werden.

#### Veranstaltungen und Nutzung
Seit 2022 findet in der Lahntalhalle jährlich im Frühjahr die zweitägige Ausbildungs- und Studienmesse der IHK Lahn-Dill, der Kreishandwerkerschaft Biedenkopf und der Agentur für Arbeit Marburg statt, bei der an rund 60 Ständen Unternehmen, Organisationen, Hochschulen oder Verbände über Berufsbilder und -wege in der Region vorgestellen. Bisher wurde die aus der Hinterlandhalle in Dautphe hierhin umgezogene Messe am 6. und 7. Mai 2022, 10. und 11. März 2023 und am 8. und 9. März 2024 ausgerichtet.
Außerdem findet seit 2013 regelmäßig das Neujahrs-Hallenturnier um den Christian-Balzer-Pokal des FV 1913 Wallau/Lahn in der Halle statt. Die Haupthalle dient ebenso zur Ausrichtung des Ligabetriebes der Kunstturn-Bundesliga. Auch Spiele der Volleyball-Oberliga des Hessischen Volleyballverbandes finden hier statt.
Bisher sechs Mal fand außerdem die Sportshow „InMotion“ der KTV Obere Lahn in der Halle statt. Zum Beginn 2011 wurden regionale Sporttalente vorgestellt, inzwischen treten auch internationale Künstler vor meist gut 1000 Zuschauern pro Termin auf. Teilnehmer bei zuletzt meist an zwei aufeinanderfolgenden Terminen stattfindenden Show waren bisher u. a. Turn-Olympiasieger und -Weltmeister Fabian Hambüchen, BMX-Athlet Chris Böhm oder Olympiaturner Andrey Likhovitskiy.
Regulär nutzen die Lahntalschule und die Beruflichen Schulen Biedenkopf die Halle für ihren Sportunterricht. Die Lahntalschule richtet hier zudem diverse schulische Veranstaltungen, wie Einschulungen oder Sichtungen für die sportbetonten Klassen, aus.

### Cafeteria
Im Schulgebäude befindet sich seit September 1997 eine vom INTEGRAL-Schulservice betriebene Cafeteria. Angeboten werden Snacks und Getränke sowie täglich zwei verschiedene Mittagessen. An die Cafeteria schließt das sogenannte Cafetarium, ein zum Schulhof hin verglaster Raum, an.

### Mediothek
Im ersten Stock des Schulgebäudes liegt die 2007 eröffnete Mediothek der Lahntalschule Biedenkopf, bestehend aus einer Bücherei mit Ausleihmöglichkeit für diverse Literatur und Nachschlagewerke (Bibliothek), PC-Arbeitsplätzen zur Recherche und einer Ausleihe für Notebooks, Beamer und Kameras (Media), die auch als Raum für eigenständiges Arbeiten dient.

### Schulküche
Im südöstlichen Gebäudeteil befindet sich die Schulküche. Die Lahntalschule hatte sich 2011 beim bundesdeutschen Wettbewerb „Klasse, kochen!“ der Initiative „InForm“, die von Bundesernährungsministerium, Bertelsmann Stiftung, Nolte Küchen und Fernsehkoch Tim Mälzer unterstützt wird, um eine moderne Kücheneinrichtung beworben. Im April 2012 wurde die Schule als eine von zehn Gewinnern ausgewählt, der Einbau der Küche im ehemaligen Fotolabor wurde im Herbst 2013 abgeschlossen und sie wurde im November 2013 mit Fernsehkoch Tim Mälzer, der an der Seite von Schülern kochte, eingeweiht. Genutzt wird sie im Rahmen des Wahlunterrichts oder bei unabhängigen Projekten.

### Schulhof
Der Schulhof schließt im Wesentlichen im Westen des Gebäudekomplexes an und beinhaltet neben einigen Sitzgelegenheiten und zwei Tischtennisplatten ein großes, ein mittelgroßes und zwei kleinere abgesenkte oder leicht erhöhte Rondelle. Rund herum liegt ein gepflasterter Platz, der bis an die Gebäude heranreicht. Seit Herbst 2022 gibt es im Schulhof außerdem ein „Grünes Klassenzimmer“ (Freiluftklassenzimmer).

### Schulgelände
Das gesamte Schulgelände hat eine Fläche von 48.571 Quadratmetern und liegt in der Flur „Auf der Kreuzwiese“. Es wird oberhalb vollständig begrenzt durch die Trasse der Oberen Lahntalbahn und unterhalb durch den Lahnpromenadenweg, einem gepflasterten Feldweg. Das Gelände schließt das gesamte Schulsportzentrum, also sowohl die Kleinsportanlage, als auch die Großsporthalle mit ein. Neben dem Schulgebäudekomplex mit Schulhof gehört eine große Wiesenfläche unterhalb der Sporthalle mit Fußballtoren und einem Volleyballnetz zum Gelände.
Die Straße „Am Freibad“ geht in das Gelände über und verläuft als Sackgasse bis vor die Kleinsportanlage und die Sporthalle und verfügt dabei beidseitig auf der ganzen Länge über straßenseitige Parkplätze für Schüler und Lehrer. Vor dem Haupteingang der Schule liegt ein Wendekreis mit Haltemöglichkeiten und ein Abstellplatz für Fahrräder.

### Schulbiologiezentrum
Das „Schulbiologiezentrum des Landkreises Marburg Biedenkopf“ wurde am 31. März 1987 auf dem Gelände der Lahntalschule in Biedenkopf eingerichtet und seitdem weiterentwickelt. Träger ist der Landkreis Marburg-Biedenkopf.
Ziele des Zentrums sind die Umweltbegegnung für Schüler, Beratung und Fortbildung von Lehrern, Beratung von Bürgern und die Bereitstellung von Materialien und Unterrichtshilfen. Dazu gehört ein südwestlich vom Schulgebäude gelegener Schulgarten mit Gewächshaus und Biotop.

## Verkehrsanbindung

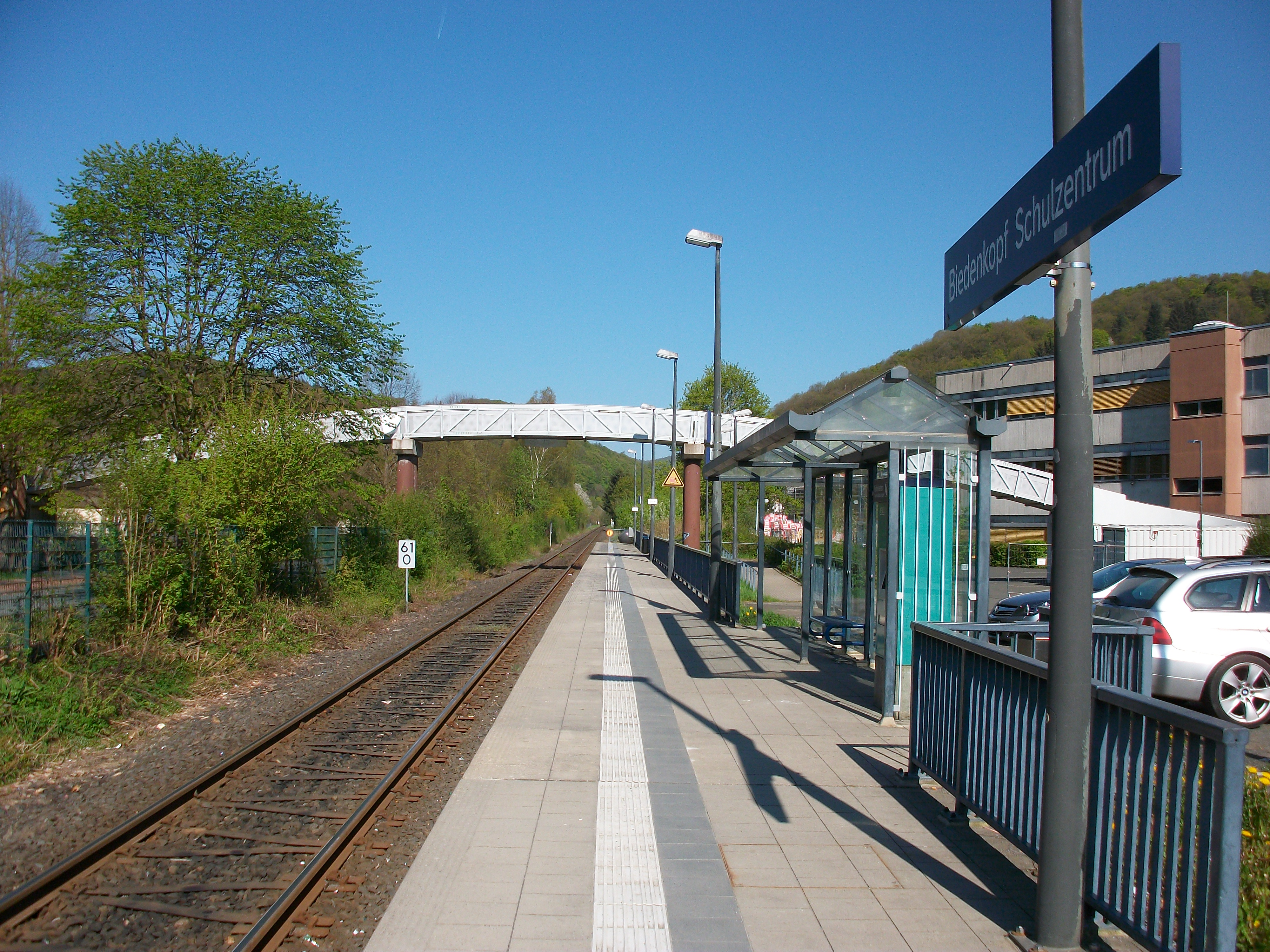
Der Haltepunkt Biedenkopf Wissens- und Wirtschaftscampus (damals Schulzentrum)

### Straßen-, Fuß- und Radverkehr
Mit dem Auto ist die Schule ausschließlich über die Straße „Am Freibad“ erreichbar, die sie über den Obermühlsweg mit der zentralen Hainstraße verbindet. Unterhalb des Schulgeländes liegt der Lahnpromenadenweg, der die Schule über die direkt anschließenden Lahnauen mit dem Hessischen Radfernweg R2, der D-Route 4 „Mittelland-Route“ und dem Lahnradweg verbindet. Außerdem gibt es Fußwege nach Ludwigshütte und in die Biedenkopfer Innenstadt.

### Öffentliche Verkehrsmittel
Mit Bus und Bahn ist die Schule über die Haltestelle Wissens- und Wirtschaftscampus (kurz Wissenscampus oder Campus, bis 2018 Schulzentrum) an der Oberen Lahntalbahn zu erreichen. Diese und die anschließende Brüder-Grimm-Straße ist mit der Schule über eine Fußgängerbrücke (zunächst ein Holzsteg, seit 2008 Metall), die die Bahngleise und die Straße Am Freibad überquert, verbunden. Die Haltestelle besteht aus einem 110 Meter langen Haltepunkt für die Bahn und sieben Bussteigen entlang der Vater-Jahn-Straße.
Der Bahnhaltepunkt wird auch außerhalb der Schulzeiten werktags stündlich und sonntags zweistündlich von der Linie RB 94 (Marburg (Lahn)–Bad Laasphe (–Erndtebrück)) der Kurhessenbahn bedient. Die Bushaltestelle hingegen wird nur zu Schulzeiten angebunden; außerhalb davon kann die Schule über die 200 Meter entfernte Haltestelle Katholische Kirche erreicht werden.

## Organisation

### Schülervertretung und Schulelternbeirat
Die Schülervertretung (hier SV) besteht an der Lahntalschule aus neun bis zehn Schülern, die verschiedene Aufgaben wahrnehmen. Ihnen steht der Schulsprecher vor. Sie wird jedes Jahr von den Schülern gewählt, organisiert Aktionen an der Schule und soll unter anderem zwischen Schülern und Lehrern vermitteln sowie die Schülerschaft in der Öffentlichkeit repräsentieren. Dazu findet etwa einmal im Quartal eine Schülerratssitzung statt, in der über die Arbeit und das Schulleben gesprochen und diskutiert werden soll.
Die Elternsprecher der einzelnen Klassen bilden gemeinsam den Schulelternbeirat. Mindestens zweimal im Jahr kommt dieser zu Sitzungen zusammen. Die Vorsitzenden nehmen an der Gesamtkonferenz des Lehrerkollegiums teil und bilden den Kontakt der Elternschaft zur Schulleitung und Lehrerschaft.

### Sportförderung
Die Lahntalschule ist eine von neun Schulen, die an dem aus einer Zusammenarbeit zwischen Deutschen Fußball-Bund, dem Hessischen Kultusministerium und dem Hessischen Fußball-Verband hervorgegangenen Projekt Fußball in der Schule teilnimmt. Bereits seit 1997 existiert die Talentförderung Sport mit dem Fußballzentrum, das auch Fußballtalente anderer regionaler Schulen unterstützt. Ein weiterer Schwerpunkt der Sportförderung ist der Volleyball. Seit 2000 existiert in Kooperation mit dem TV Biedenkopf das Volleyballzentrum Biedenkopf. Auch für das Kunstturnen gibt es ein Förderangebot.

### Wahlunterricht und Ganztagsangebote
Für die verschiedenen Jahrgangsstufen werden diverse Ganztagesangebote (Arbeitsgemeinschaften) angeboten, dazu gibt ein Schulorchester und eine schuleigenene Bigband. Ab der Jahrgangsstufe 7 wird bilingualer Unterricht auf Englisch (wechselnd in den Fächern Geschichte und Religion) und ab Jahrgangsstufe 9 Wahlunterricht mit Sachfächern oder Spanisch als dritter Fremdsprache angeboten. Außerdem gibt es seit 2020 eine Japanisch-AG für die Klassen 8 bis 13, mit der das Sprachniveau A2 erreicht werden soll. Jedes Jahr besucht eine Delegation aus Kuzumaki unter anderem die Lahntalschule.
In der fünften und sechsten Klasse werden Schwerpunktklassen für Sport und Musik (Orchester und Chor) gebildet. Dafür gibt es jeweils vor Beginn des Schuljahres einen Sichtungs- und Schnuppertag. Neben den sport- und musikbetonten Klassen werden die Klassen nach Wohnort gebildet. Die Schule ist offiziell als „Schule mit Schwerpunkt Musik“ ausgezeichnet. So verfügt sie über Instrumentalunterricht und Arbeitsgemeinschaften, wie Jugendorchester, sinfonisches Schulorchester, Big Band sowie Schulband.

### Förderverein
Der Verein der Freunde und Förderer der Lahntalschule Biedenkopf e. V. unterstützt die Arbeit der Lahntalschule ideell, materiell und finanziell, besonders bei Vorhaben, die allein durch die staatlichen Mittel nicht finanzierbar wären. Auch ein Sponsorings durch Unternehmen ist durch den Verein möglich.

### Fahrtenprogramm und Austäusche
Seit mehreren Jahrzehnten fahren die Schüler in das Zeltlager des Landkreises Marburg-Biedenkopf in Drei nahe dem schleswigschen Glücksburg an der Ostseeküste. Die verpflichtende Fahrt wird entweder im Jahrgang 5 vor den Sommerferien oder im Jahrgang 6 nach den Sommerferien durchgeführt und dient schwerpunktmäßig der Klassenfindung. Der Fokus liegt auf den Fächern Biologie, Chemie und Erdkunde. Dazu gehört auch ein Ausflug nach Flensburg mit einem Besuch der Phänomenta.
Für die Klassen 10 findet in der letzten Schulwoche vor den Sommerferien eine verpflichtende Fahrt in die Bundeshauptstadt Berlin statt. Der Fokus liegt auf den Fächern Politik und Wirtschaft sowie Geschichte. So gehört dazu meist etwa ein Besuch des Deutschen Bundestages mit Abgeordnetengespräch und die Besichtigung des Holocaust-Mahnmals. Auf der Rückfahrt wird der Park Sanssouci mit dem gleichnamigen Schloss im brandenburgischen Potsdam besucht.
Das Fach Latein bietet im Jahrgang 9 eine optionale fünftägige Studienfahrt nach Rom an, die je nach saisonaler Lage entweder direkt nach den Osterferien oder in der Fronleichnamswoche stattfindet.
In der Qualifikationsphase findet eine verpflichtende zweitägige Exkursion ins thüringische Weimar statt. Die Fahrt findet meist im Rahmen des Faches Deutsch im Herbst statt. Dazu gehört eine Stadtführung sowie der Besuch von Goethes Wohnhaus und dem ehemaligen Konzentrationslager Buchenwald.
Am Ende des ersten Jahres der Qualifikationsphase führen die Tutoren mit ihren Leistungskursen eine individuelle Kursfahrt durch, die inhaltlich an den Unterricht der Leistungskurse angebunden sein soll.
Seit 1995 bietet die Lahntalschule außerdem optional eine Schulskifahrt an. Die Fahrt findet im Rahmen eines speziellen Sportkurses in der Einführungsphase statt, der diese unterrichtlich vorbereitet. Seit 2000 geht die sechstägige Fahrt ins salzburgische Neukirchen am Großvenediger.
Das Austauschangebot bietet unter anderem Schüleraustausche für verschiedene Jahrgänge nach England, in die Vereinigten Staaten (in Kooperation mit dem Gymnasium Philippinum), nach Frankreich (Charleville-Mézières), Polen (Kóscierzyna) und Tschechien (Ceský Krumlov) an. Dazu gibt es die Möglichkeit für einen Sprachaufenthalt in Spanien (Cádiz).

### Räume und Lehrer
Die Räume in der Schule sind nach folgendem System bezeichnet: voranstehender Buchstabe für Gebäudeteil (bei Klassen- und Verwaltungsräumen – N für Nordflügel, S für Südflügel, W für Westflügel und NE für das Containergebäude) oder Fachbereich (bei Fachräumen – BI für Biologieräume, CH für Chemieräume, PH für Physikräume, NH für „Naturhörsaal“, KU für Kunsträume, MU für Musikräume, WE für Werkräume, E für Informatikräume und TUR für Sporthalle), erste Ziffer für Stockwerk und beide Folgeziffern durchnummeriert.
Die Lehrer an der Schule erhalten für die Verwaltung alle vierbuchstabige Kürzel, die sich nach deren Nach- und gegebenenfalls auch Vornamen richten und zur Unterscheidung in der Organisation dienen. Als Kommunikations- und Organisationsmöglichkeit zwischen Schülern und Lehrern wird das Schulportal des Landes Hessen („LANiS-Online“) genutzt. Außerdem gibt es einen Schulpsychologen und einen Schulseelsorger.

## Trivia
- Im später auch für die ARD verfilmten Roman Grenzgang von Stephan Thome, der in der fiktiven Stadt „Bergenstadt“ (an Biedenkopf angelehnt) angesiedelt ist,[50] ist einer der Protagonisten Lehrer am dortigen Gymnasium. Einige Charaktere, die mit der Schule in Verbindung stehen (z. B. der Schuldirektor) tragen deutliche Züge von realen Personen, die an der Lahntalschule gewirkt haben.
- Der spätere hessische Finanzminister Thomas Schäfer, dessen Weggefährte und Nachfolger im Landtag Horst Falk und der spätere Landrat des Main-Taunus-Kreises Michael Cyriax, allesamt CDU-Politiker, lernten sich während ihrer Schulzeit an der damals, insbesondere unter dem als „sozialdemokratisches Urgestein“ geltenden Schulleiter Gerhard Bartussek,[51] als „sehr linksorientiert“ geltenden Lahntalschule kennen.[52] Schäfer war dabei der wohl erste „schwarze“ Schulsprecher der Lahntalschule und blieb dieser Zeit seines Lebens treu verbunden.[53][51]
- Im Jahr 2019 nahm die damalige Orchesterklasse 6b der Lahntalschule an der Fernsehshow Die beste Klasse Deutschlands teil.[54] Im selben Jahr war das KiKA-Magazin „Erde an Zukunft“ mit Felix Seibert-Daiker in der Lahntalschule zu Gast.[55]
- Zur Bundestagswahl 2025 konnten die Lahntalschüler der Jahrgänge 10, E2, Q2 und Q4 zum ersten Mal ihre Stimme Rahmen der Juniorwahl abgeben.[56]

## Bekannte ehemalige Schüler
- Wilfried Lückert (1920–2015), Jurist und letzter Oberkreisdirektor des Kreises Wittgenstein
- Franz Kroppenstedt (1931–2022), Staatssekretär und Bundeswahlleiter
- Eberhard Heck (1937–2022), Altphilologe
- Karin Tietze-Ludwig (* 1941), ehemalige „Lottofee“
- Karl Dietrich Wolff (* 1943), Verleger
- Gerhard Paul (* 1951), Historiker und Professor an der Universität Flensburg
- Hans-Jürgen Krug (* 1952), Medienwissenschaftler und Journalist
- Ulla Meinecke (* 1953), Sängerin
- Reinhard Achenbach (* 1957), evangelischer Theologe und Alttestamentler
- Gerlinde Unverzagt (* 1960), Autorin und Journalistin
- Andreas Steinhöfel (* 1962), Kinder- und Jugendbuchautor und Übersetzer
- Thomas Schäfer (1966–2020), Politiker, hessischer Finanzminister
- Jörg Schmitt (* 1967), Investigativjournalist
- Sibylle Bamberger (* 1968), Journalistin und Autorin
- Michael Cyriax (* 1969), Politiker, Landrat des Main-Taunus-Kreises
- Horst Falk (* 1970), Politiker, Abgeordneter im Hessischen Landtag
- Dirk Spaniel (* 1971), Ingenieur und Politiker
- Stephan Thome (* 1972), Philosoph und Schriftsteller
- Hülya Deyneli (* 1978), Fernsehmoderatorin und Journalistin
- Marc Debus (* 1978), Politikwissenschaftler
- Tobias Meyer (* 1979), Politiker
- Paul Will (* 1999), Fußballspieler